# Pristomyrmex laevis
Pristomyrmex laevis är en myrart som först beskrevs av Smith 1865.  Pristomyrmex laevis ingår i släktet Pristomyrmex och familjen myror. Inga underarter finns listade i Catalogue of Life.